# Liste der Baudenkmäler in Etzenricht
Auf dieser Seite sind die Baudenkmäler in der Oberpfälzer Gemeinde Etzenricht zusammengestellt. Diese Tabelle ist eine Teilliste der Liste der Baudenkmäler in Bayern. Grundlage ist die Bayerische Denkmalliste, die auf Basis des Bayerischen Denkmalschutzgesetzes vom 1. Oktober 1973 erstmals erstellt wurde und seither durch das Bayerische Landesamt für Denkmalpflege geführt wird. Die folgenden Angaben ersetzen nicht die rechtsverbindliche Auskunft der Denkmalschutzbehörde.

## Baudenkmäler nach Ortsteilen

### Etzenricht
| Lage                                         | Objekt                                                  | Beschreibung | Akten-Nr.             | Bild |
| -------------------------------------------- | ------------------------------------------------------- | --- | --------------------- | ---- |
| Am Kirchplatz 5 (Standort)                   | Evangelisch-lutherische Kirche St. Nikolaus             | Saalkirche mit Walmdach und wenig eingezogenem Rechteckchor, turmartiger Dachreiter mit Spitzhelm, Chor im Kern 14. Jahrhundert, barock erneuert; mit Ausstattung Kirchhofmauer, über dem Eingang bezeichnet mit „1675“, im Kern wohl älter | D-3-74-119-2 Wikidata | BW   |
| Am Plan (Standort)                           | Kriegerdenkmal für die Gefallenen des Ersten Weltkriegs | Obeliskartige Granitstele mit Balkenkreuzbekrönung und flankierender Mauer, mit Stufenaufgang, bezeichnet mit „1922“, später für Gefallene des Zweiten Weltkriegs ergänzt | D-3-74-119-9 Wikidata | BW   |
| Am Plan 1 (Standort)                         | Dreiseithof                                             | Wohnstallhaus, zweigeschossiger Halbwalmdachbau mit eingeschossigem Gebäudeflügel nach Norden, im Kern wohl 1834, Aufstockung um 1935 Ehemaliges Ausnahmhaus, eingeschossiger Halbwalmdachbau, nach Westen Stadelteil mit korbbogigem Einfahrtstor, bezeichnet mit „1834“ Hofmauer mit profilierten Sandstein-Torpfeilern, wohl erste Hälfte 19. Jahrhundert | D-3-74-119-3 Wikidata | BW   |
| Brunnenweg 3 (Standort)                      | Dreiseithof                                             | Wohnstallhaus, eingeschossiger Steildachbau mit Werksteinrahmungen, nach Westen Stallteil, vor 1850 Ausnahmhaus, eingeschossiger Steildachbau, erste Hälfte 19. Jahrhundert, später Einbau von Segmentbogengewänden | D-3-74-119-4 Wikidata | BW   |
| Weidener Straße 1 a, 3, Bergweg 2 (Standort) | Dreiseithof                                             | Ende 17. Jahrhundert, im 19. Jahrhundert umgestaltet Wohnstallhaus, später Gaststätte, zweigeschossiger Halbwalmdachbau, mit Rundbogenportal und profilierten Fensterrahmungen, bezeichnet mit „1681“, nach Westen Stallungen, bezeichnet mit „1693“ Stallgebäude, zweigeschossiger Walmdachbau, 17./18. Jahrhundert Remise, zweigeschossiger Schopfwalmdachbau mit rundbogigen Toröffnungen, bezeichnet mit „1859“, im Kern älter Hofmauer, Reststück aus Bruchstein mit Deckplatten und Sandstein-Torpfeiler, 17./18. Jahrhundert | D-3-74-119-5 Wikidata | BW   |
| Weidener Straße 31 (Standort)                | Wohnstallhaus eines ehemaligen Dreiseithofes            | Zweigeschossiger Halbwalmdachbau mit Putzgliederungen und Zierfachwerk, bezeichnet mit „1909“ Nebengebäude, zweigeschossiger Schopfwalmdachbau mit Putzstreifengliederungen, wohl 19./Anfang 20. Jahrhundert; Vorratskeller, tonnengewölbter Raum über rechteckigem Grundriss, wohl 19./Anfang 20. Jahrhundert | D-3-74-119-6 Wikidata | BW   |
| Weidener Straße 33 (Standort)                | Sühnekreuz                                              | Granit, nachmittelalterlich | D-3-74-119-7 Wikidata | BW   |

## Ehemalige Baudenkmäler
In diesem Abschnitt sind Objekte aufgeführt, die früher einmal in der Denkmalliste eingetragen waren, jetzt aber nicht mehr. Objekte, die in anderem Zusammenhang also z. B. als Teil eines Baudenkmals weiter eingetragen sind, sollen hier nicht aufgeführt werden. Aktennummern in diesem Abschnitt sind ehemalige, jetzt nicht mehr gültige Aktennummern.

| Lage                          | Objekt   | Beschreibung                                                             | Akten-Nr.             | Bild |
| ----------------------------- | -------- | ------------------------------------------------------------------------ | --------------------- | ---- |
| Etzenricht Am Kirchplatz 1 () | Wohnhaus | Bezeichnet „1843“ und „1845“, Satteldachbau mit Schmuckplatten am Giebel | D-3-74-119-1 Wikidata |      |